# AEW Blood and Guts
AEW Blood and Guts es un evento de lucha libre profesional producido por All Elite Wrestling (AEW). El evento fue establecido por la empresa desde el 2021, como un episodio especial del programa de televisión semanal insignia de la empresa, Dynamite.

## Fechas y lugares
| Evento                | Fecha                | Lugar                 | Estadio              | Evento principal |
| --------------------- | -------------------- | --------------------- | -------------------- | --- |
| Blood and Guts (2021) | 5 de mayo de 2021    | Jacksonville, Florida | Daily's Place        | The Pinnacle (MJF, Wardlow, Shawn Spears, Cash Wheeler & Dax Harwood) (con Tully Blanchard) vs. The Inner Circle (Chris Jericho, Jake Hager, Sammy Guevara, Santana & Ortiz)                                                   |
| Blood and Guts (2022) | 29 de junio de 2022. | Detroit, Michigan     | Little Caesars Arena | Jericho Appreciation Society (Chris Jericho, Jake Hager, Matt Menard, Angelo Parker, Sammy Guevara & Daniel Garcia) vs. Blackpool Combat Club (Jon Moxley, Wheeler Yuta & Claudio Castagnoli), Eddie Kingston, Santana & Ortiz |
| Blood and Guts (2023) | 19 de julio de 2023. | Boston, Massachussets | TD Garden            | The Golden Elite (Kenny Omega, "Hangman" Adam Page, Matt Jackson, Nick Jackson & Kota Ibushi) vs. Blackpool Combat Club (Jon Moxley, Claudio Castagnoli & Wheeler Yuta), Konosuke Takeshita y PAC                              |
| Blood and Guts (2024) | 24 de julio de 2024. | Nashville, Tennessee  | Bridgestone Arena    | The Elite (Kazuchika Okada, Jack Perry, "Hangman" Adam Page, Matthew Jackson & Nicholas Jackson) vs. Team AEW (Swerve Strickland, Mark Briscoe, Darby Allin, Max Caster & Anthony Bowens)                                      |

## Producción
El 13 de noviembre de 2019, All Elite Wrestling (AEW) presentó trámites para registrar una marca comercial para "Blood and Guts", una referencia en la respuesta de la conferencia telefónica del Mr. McMahon que se consideró se había dirigido específicamente a AEW. Originalmente, el evento debía tener lugar en el Prudential Center en Newark, Nueva Jersey, pero el evento se trasladó a otro lugar aún no revelado debido a las preocupaciones derivadas de la pandemia de COVID-19

## Antecedentes
Durante el evento Revolution el 29 de febrero de 2020, AEW anunció que el episodio del 25 de marzo de Dynamite se subtitularía Blood and Guts, y presentaría el primer combate WarGames de la empresa, denominado "Blood and Guts match" ya que la marca registrada WarGames es propiedad de WWE. La lucha de WarGames presenta dos rings encerrados por una jaula de acero y fue desarrollada por el luchador Virgil Runnels, más conocido como "The American Dream" Dusty Rhodes, el padre del vicepresidente ejecutivo de AEW y el talento en el ring Cody. El 8 de marzo, AEW anunció que The Elite (Adam "Hangman" Page, Cody, Kenny Omega, Matt Jackson & Nick Jackson) enfrentaría a The Inner Circle (Chris Jericho, Jake Hager, Sammy Guevara, Santana & Ortiz) en el combate titular. Con el aplazamiento del evento, los equipos originalmente anunciaron para el Blood and Guts Match (aunque con un Nick Jackson regresando en el equipo de The Elite en lugar de Cody) en cambio se enfrentaron en un Stadium Stampede Match en Double or Nothing el 23 de mayo de 2020. Desde entonces, Matt Hardy y los miembros de The Elite se han ido en su mayoría por caminos separados; Hardy tuvo una rivalidad con Sammy Guevara antes de convertirse en mentor de Private Party (Isiah Kassidy & Marq Quen), Adam Page fue expulsado de The Elite, Cody rara vez forma equipo con los demás y Kenny Omega se volvió heel. Los Bucks (Matt Jackson y Nick Jackson) siguen siendo un equipo. The Inner Circle ganó dos nuevos miembros en MJF y Wardlow, lo que finalmente resultó en que Sammy Guevara abandonara el equipo después de una disputa con MJF. El 21 de marzo de 2021 en Dynamite, se convocó un "Consejo de Guerra" del Inner Circle, después de que Chris Jericho y MJF no lograran capturar el Campeonato Mundial de Parejas de AEW sobre The Young Bucks en Revolution, donde Guevara regresó, revelando que MJF intentó traicionar a Jericó. Sin embargo, Inner Circle fue atacado por el nuevo establo de MJF (posteriormente llamado The Pinnacle), que consta de Wardlow, FTR (Cash Wheeler & Dax Harwood), Shawn Spears y Tully Blanchard. Esta traición y ataque resultó en que la totalidad del The Inner Circle cambiaran a face por primera vez.
El 11 de marzo, AEW anunció las reglas para el Blood and Guts Match, ya que las reglas se basarán en el formato clásico WarGames de Jim Crockett Promotions, y no en el formato moderno de la WWE. Las diferencias de formato notables entre las reglas clásicas de Crockett y las reglas modernas de la WWE son una jaula cerrada con techo (que se eliminó en las versiones modernas) y el combate solo se puede ganar con una presentación o rendición. Al igual que el formato clásico de Crockett, una situación de pin no es una condición ganadora.

## Ediciones

### 2021
AEW Blood and Guts fue un especial de televisión que se trasmitio en vivo el 5 de mayo de 2021 por el canal televisivo estadounidense TNT como un episodio de Dynamite y producido por All Elite Wrestling. Anteriormente estaba programado para transmitirse en vivo desde el Prudential Center en Newark, Nueva Jersey el 25 de marzo de 2020, pero se pospuso indefinidamente debido a la pandemia de COVID-19. El tema oficial del evento fue "Ruthless" de Nonpoint.

#### Resultados
- Jon Moxley & Eddie Kingston derrotaron a Kenny Omega & Michael Nakazawa (con Don Callis) (8:02).
  - Moxley forzó a Nakazawa a rendirse con un «Bulldog Choke».
  - Después de la lucha, The Elite atacó a Moxley & Kingston.
- Cody Rhodes derrotó a QT Marshall (12:19).
  - Rhodes forzó a Marshall a rendirse con un «Figure-Four».
  - Después de la lucha, Anthony Ogogo atacó a Rhodes.
- Dr. Britt Baker D.M.D (con Rebel) derrotó a Julia Hart (1:29).
  - Baker forzó a Hart a rendirse con un «Lockjaw».
- SCU (Christopher Daniels & Frankie Kazarian) derrotaron a Jurassic Express (Jungle Boy & Luchasaurus) (con Marko Stunt), Varisty Blonds (Brian Pillman Jr. & Griff Garrison) y The Acclaimed (Anthony Bowens & Max Caster) y ganaron una oportunidad por el Campeonato Mundial en Parejas de AEW (9:12).
  - Daniels cubrió a Pillman Jr. después de un «Best Meltzer Ever».
- The Pinnacle (MJF, Wardlow, Shawn Spears, Cash Wheeler & Dax Harwood) (con Tully Blanchard) derrotaron a The Inner Circle (Chris Jericho, Jake Hager, Sammy Guevara, Santana & Ortiz) en un Blood and Guts Match (33:58).
  - The Pinnacle ganó la lucha después que The Inner Circle se rindiera.

### 2022
Blood and Guts 2022  fue un especial de televisión que se transmitió en vivo el 29 de junio de 2022 por el canal televisivo estadounidense TBS como especial del programa de televisión semanal Dynamite, desde el Little Caesars Arena en Detroit, Míchigan.

#### Resultados
- Orange Cassidy derrotó a Ethan Page (con Dan Lambert) (11:00).
  - Cassidy cubrió a Page después de un «Michinoku Driver».
  - Durante la lucha, Lambert interfirió a favor de Page.
- Luchasaurus (con Christian Cage) derrotó a Serpentico (0:55).
  - Luchasaurus forzó a Serpentico a rendirse con un «Snare Trap».
- Danhausen & FTR (Cash Wheeler & Dax Harwood) derrotaron a Max Caster & Gunn Club (Austin Gunn & Colten Gunn) (con Billy & Anthony Bowens) (9:35).
  - Danhausen cubrió a Austin después que Bowens lo atacara con una muleta.
  - Durante la lucha, Billy y Bowens interfirieron a favor de Caster y Gunn Club.
- Jade Cargill (con Stokely Hathaway & Kiera Hogan) derrotó a Leila Grey y retuvo el Campeonato TBS de AEW (1:55).
  - Cargill cubrió a Grey después de un «Jaded».
  - Después de la lucha, Kris Statlander y Athena atacaron a Cargill y Hogan, pero fueron detenidas por Grey.
- Blackpool Combat Club (Jon Moxley, Wheeler Yuta & Claudio Castagnoli), Eddie Kingston, Santana & Ortiz derrotaron a Jericho Appreciation Society (Chris Jericho, Jake Hager, Matt Menard, Angelo Parker, Daniel Garcia & Sammy Guevara) (con Tay Conti) en un Blood and Guts Match (46:45).
  - Castagnoli forzó a Menard a rendirse con un «Francotirador».
  - Durante la lucha, Santana tuvo que ser retirado debido a una lesión.
  - Durante la lucha, Conti interfirió a favor de Jericho Appreciation Society, pero fue detenida por Ruby Soho interfiriendo a favor de Blackpool Combat Club.

### 2023
Blood and Guts 2023  fue un especial de televisión que se transmitió en vivo el 19 de julio de 2023 por el canal televisivo estadounidense TBS como especial del programa de televisión semanal Dynamite, desde el TD Garden en Boston, Massachusetts.
- Jack Perry derrotó a Hook y ganó el Campeonato de FTW (11:40).
  - Perry cubrió a Hook después de atacarlo con el título.
  - Esta lucha marcó el fin de la racha invicta de Hook en AEW con 34 victorias consecutivas.
- Dr. Britt Baker D.M.D derrotó a Kayla Sparks (1:05).
  - Baker forzó a Sparks a rendirse con un «Lockjaw».
- MJF & Adam Cole derrotaron a Jericho Appreciation Society (Daniel Garcia & Sammy Guevara) y ganaron una oportunidad por el Campeonato Mundial en Parejas de AEW (10:45).
  - MJF cubrió a Garcia después de un «Double Clothesline».
  - Después de la lucha, FTR (Cash Wheeler & Dax Harwood) confrontaron a MJF & Cole.
- The Golden Elite (Kenny Omega, "Hangman" Adam Page, Matt Jackson, Nick Jackson & Kota Ibushi) derrotaron a Blackpool Combat Club (Jon Moxley, Claudio Castagnoli & Wheeler Yuta), Konosuke Takeshita & PAC en un Blood and Guts Match (51:15).
  - Page forzó a Yuta a rendirse después de ahorcarlo con una cadena.
  - Durante la lucha, PAC & Takeshita abandonaron al Blackpool Combat Club.

### Torneo Eliminatorio de Parejas a Ciegas por elCampeonato Mundial en Parejas de AEW
|  | Primera Ronda                                                 | Primera Ronda                                                 | Primera Ronda                                                |                                                              |                              | Semifinales                  | Semifinales            | Semifinales            |  |                 | Final                        | Final                        | Final                        |  |
|  | Dynamite (5 de julio) Rampage (7 de julio)                    | Dynamite (5 de julio) Rampage (7 de julio)                    | Dynamite (5 de julio) Rampage (7 de julio)                   |                                                              |                              | Dynamite (12 de julio)       | Dynamite (12 de julio) | Dynamite (12 de julio) |  |                 | Blood and Guts (19 de julio) | Blood and Guts (19 de julio) | Blood and Guts (19 de julio) |  |
|  |                                                               |                                                               |                                                              |                                                              |                              |                              |                        |                        |  |                 |                              |                              |                              |  |
|  |                                                               |                                                               |                                                              |                                                              |                              |                              |                        |                        |  |                 |                              |                              |                              |  |
|  | MJF & Adam Cole                                               | MJF & Adam Cole                                               | Pin                                                          |                                                              |                              |                              |                        |                        |  |                 |                              |                              |                              |  |
|  | MJF & Adam Cole                                               | MJF & Adam Cole                                               | Pin                                                          |                                                              |                              |                              |                        |                        |  |                 |                              |                              |                              |  |
|  | Matt Menard y The Butcher                                     | Matt Menard y The Butcher                                     | 8:43                                                         |                                                              |                              |                              |                        |                        |  |                 |                              |                              |                              |  |
|  | Matt Menard y The Butcher                                     | Matt Menard y The Butcher                                     | 8:43                                                         |                                                              | MJF & Adam Cole              | MJF & Adam Cole              | Pin                    |                        |  |                 |                              |                              |                              |  |
|  |                                                               |                                                               |                                                              |                                                              | MJF & Adam Cole              | MJF & Adam Cole              | Pin                    |                        |  |                 |                              |                              |                              |  |
|  |                                                               |                                                               | Big Bill & Brian Cage                                        | Big Bill & Brian Cage                                        | 10:14                        |                              |                        |                        |  |                 |                              |                              |                              |  |
|  | Big Bill & Brian Cage                                         | Big Bill & Brian Cage                                         | Big Bill & Brian Cage                                        | Big Bill & Brian Cage                                        | 10:14                        | Pin                          |                        |                        |  |                 |                              |                              |                              |  |
|  | Big Bill & Brian Cage                                         | Big Bill & Brian Cage                                         |                                                              |                                                              |                              |                              |                        |                        |  |                 |                              |                              |                              |  |
|  | Matt Sydal & Trent Beretta                                    | Matt Sydal & Trent Beretta                                    | 3:00                                                         |                                                              |                              |                              |                        |                        |  |                 |                              |                              |                              |  |
|  | Matt Sydal & Trent Beretta                                    | Matt Sydal & Trent Beretta                                    | 3:00                                                         |                                                              |                              |                              |                        |                        |  | MJF & Adam Cole | MJF & Adam Cole              | Pin                          |                              |  |
|  |                                                               |                                                               |                                                              |                                                              |                              |                              |                        |                        |  | MJF & Adam Cole | MJF & Adam Cole              | Pin                          |                              |  |
|  |                                                               |                                                               | Jericho Appreciation Society (Daniel Garcia & Sammy Guevara) |                                                              |                              |                              |                        |                        |  |                 |                              |                              |                              |  |
|  | Darby Allin & Orange Cassidy                                  | Darby Allin & Orange Cassidy                                  | Pin                                                          |                                                              |                              |                              |                        |                        |  |                 |                              |                              |                              |  |
|  | Darby Allin & Orange Cassidy                                  | Darby Allin & Orange Cassidy                                  | Pin                                                          |                                                              |                              |                              |                        |                        |  |                 |                              |                              |                              |  |
|  | Swerve in Our Glory Swerve Strickland & Keith Lee             | Swerve in Our Glory Swerve Strickland & Keith Lee             | 11:12                                                        |                                                              |                              |                              |                        |                        |  |                 |                              |                              |                              |  |
|  | Swerve in Our Glory Swerve Strickland & Keith Lee             | Swerve in Our Glory Swerve Strickland & Keith Lee             | 11:12                                                        |                                                              | Darby Allin & Orange Cassidy | Darby Allin & Orange Cassidy | 12:55                  |                        |  |                 |                              |                              |                              |  |
|  |                                                               |                                                               |                                                              |                                                              | Darby Allin & Orange Cassidy | Darby Allin & Orange Cassidy | 12:55                  |                        |  |                 |                              |                              |                              |  |
|  |                                                               |                                                               | Jericho Appreciation Society (Daniel Garcia & Sammy Guevara) | Jericho Appreciation Society (Daniel Garcia & Sammy Guevara) | Pin                          |                              |                        |                        |  |                 |                              |                              |                              |  |
|  | Jeff Jarrett & Matt Hardy                                     | Jeff Jarrett & Matt Hardy                                     | Jericho Appreciation Society (Daniel Garcia & Sammy Guevara) | Jericho Appreciation Society (Daniel Garcia & Sammy Guevara) | Pin                          | 6:00                         |                        |                        |  |                 |                              |                              |                              |  |
|  | Jeff Jarrett & Matt Hardy                                     | Jeff Jarrett & Matt Hardy                                     |                                                              |                                                              |                              |                              |                        |                        |  |                 |                              |                              |                              |  |
|  | Jericho Appreciation Society (Daniel Garcia & Sammy Guevara). | Jericho Appreciation Society (Daniel Garcia & Sammy Guevara). | Pin                                                          |                                                              |                              |                              |                        |                        |  |                 |                              |                              |                              |  |
|  | Jericho Appreciation Society (Daniel Garcia & Sammy Guevara). | Jericho Appreciation Society (Daniel Garcia & Sammy Guevara). | Pin                                                          |                                                              |                              |                              |                        |                        |  |                 |                              |                              |                              |  |
|  |                                                               |                                                               |                                                              |                                                              |                              |                              |                        |                        |  |                 |                              |                              |                              |  |

### 2024
Blood and Guts 2024 fue un especial de televisión que se transmitió en vivo el 24 de julio de 2024 por el canal televisivo estadounidense TBS como especial del programa de televisión semanal Dynamite, desde el Bridgestone Arena en Nashville, Tennessee.

#### Dynamite 24 de julio
- Chris Jericho derrotó a Minoru Suzuki y retuvo el  Campeonato FTW (13:55).
  - Jericho cubrió a Suzuki después de un «Judas Effect».
  - Después de la lucha, Suzuki atacó a Jericho, siendo superado por Big Bill y Bryan Keith, pero fueron detenidos por Katsuyori Shibata.
  - Big Bill y Keith tenían prohibición de estar en ringside.
- Dr. Britt Baker D.M.D derrotó a Hikaru Shida (10:15).
  - Baker forzó a Shida a rendirse con un «Lockjaw».
  - Después de la lucha, Mercedes Moné confrontó a Baker, siendo atacada por Kamille quien hizo su debut.
- PAC derrotó a Boulder (1:45).
  - PAC cubrió a Boulder después de un «Brainbuster».
- Mariah May derrotó a Kaylen Alexis (1:25).
  - May cubrió a Alexis después de un «Storm Zero».
  - Después de la lucha, May y «Timeless» Toni Storm se atacaron mutuamente.
- Team AEW (Swerve Strickland, Mark Briscoe, Darby Allin, Max Caster & Anthony Bowens) derrotó a The Elite (Kazuchika Okada, Jack Perry, «Hangman» Adam Page, Matthew Jackson & Nicholas Jackson) en un Blood and Guts Match (48:40).
  - Matthew se rindió antes de que Allin intentara quemar a Perry.
  - Durante la lucha, Brandon Cuttler interfirió a favor de The Elite, mientras que Jeff Jarrett, Billy «Daddy Ass» & Prince Nana lo hicieron a favor de Team AEW.